# Kalvarienberg (Bad Ischl)
Der Ischler Kalvarienberg ist ein 606 m ü. A. hoher Stadtberg und Kalvarienberg von Bad Ischl im Salzkammergut in Oberösterreich.

## Lage und Landschaft
Der Kalvarienberg liegt westlich des Ischler Stadtzentrums, das an der Einmündung der Ischl (Ischler Ache), dem Abfluss vom Wolfgangsee in die Traun, erbaut ist. Dabei durchbricht die Ischl eine seitliche Talschwelle des Trauntals, die im Norden von Bad Ischl durch den Jainzenberg (834 m ü. A.) an der Zimnitz und im Westen gegen das Wolfgangtal durch den Kalvarienberg am Katergebirge gebildet wird. Dadurch bildet der Kalvarienberg, der sich etwa 100 Meter über den Talboden erhebt, einen Vorberg der Katrin (1542 m ü. A.), und läuft in der Landzunge des Stadtzentrums (Ischlmündung 463 m ü. A.) aus.
Zur Katrin hin liegt zur Anhöhe Katereck (594 m ü. A.) die Einsattelung von Ahorn, und dann noch die Einfurchung des Kaltenbachs, der im Stadtteil Kaltenbach in die Traun mündet. Dort bildet im Ischler Becken der dritte Stadtberg von Ischl, der Siriuskogel (599 m ü. A.) südlich des Zentrums, die Engstelle der Traun. Gegen Westen hin streicht der Kalvarienberg in einer Talschulter aus, die über Lindau (dessen Klapf 566 m ü. A.) nach Ramsau (507 m ü. A. an der Ischl) hin abfällt. Im Norden begleitet die untere Ischl den Kalvarienberg, hier liegt der Stadtteil Steinbruch. Im Süden findet sich hinter Lindau der Kessel des Nussensees, durch einen ca. 680 m hohen Riegel isoliert.

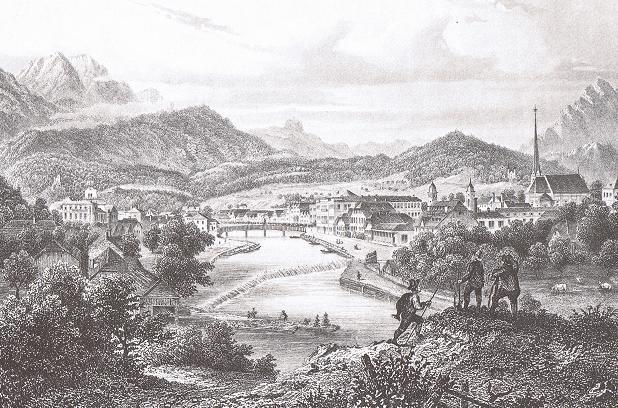
Stich, c. 1855, aus Malerisches altes Europa (mit der Traunbrücke)
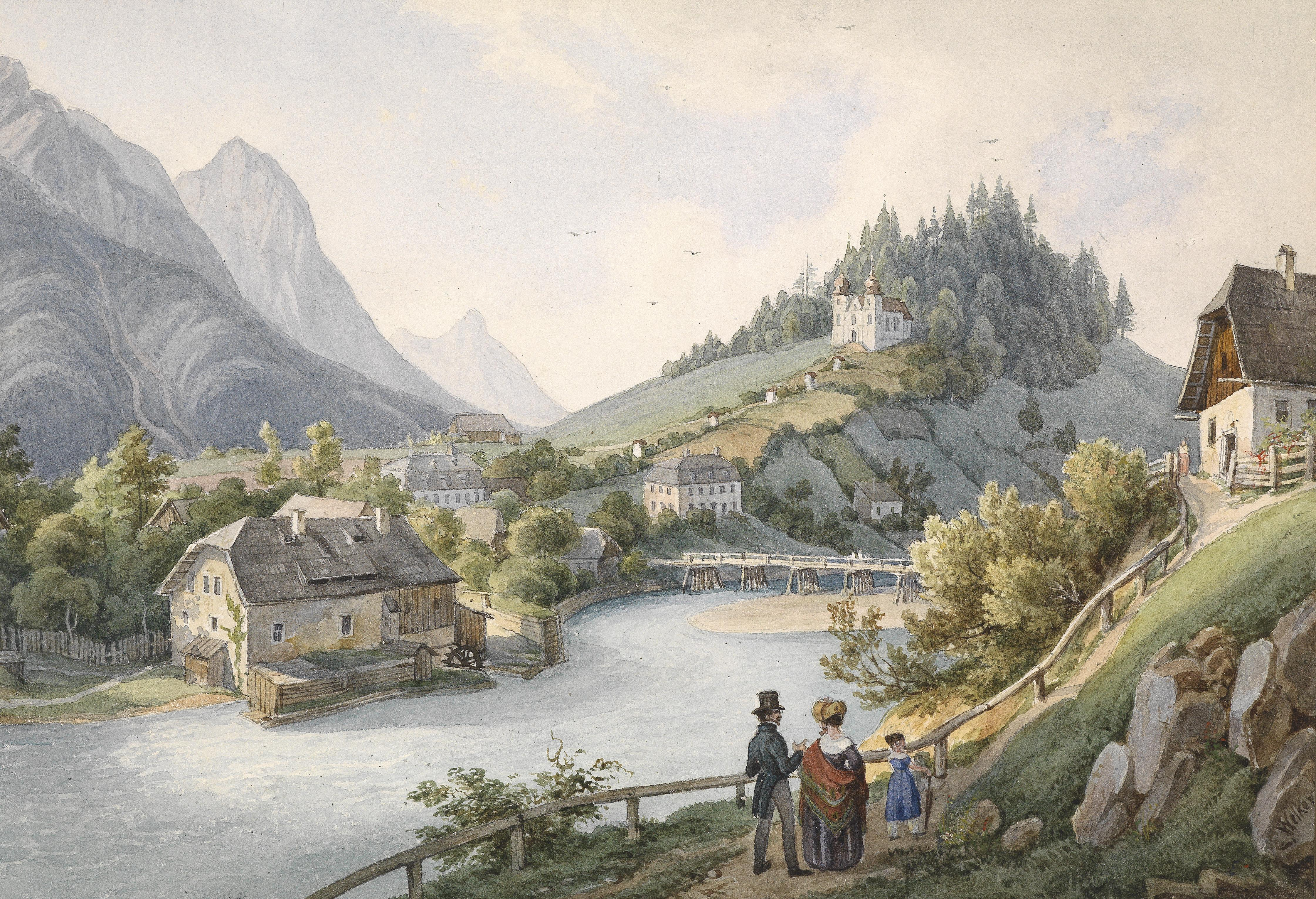
Motiv aus Bad Ischl 1857, Ernst Welker (mit der Ischlbrücke)
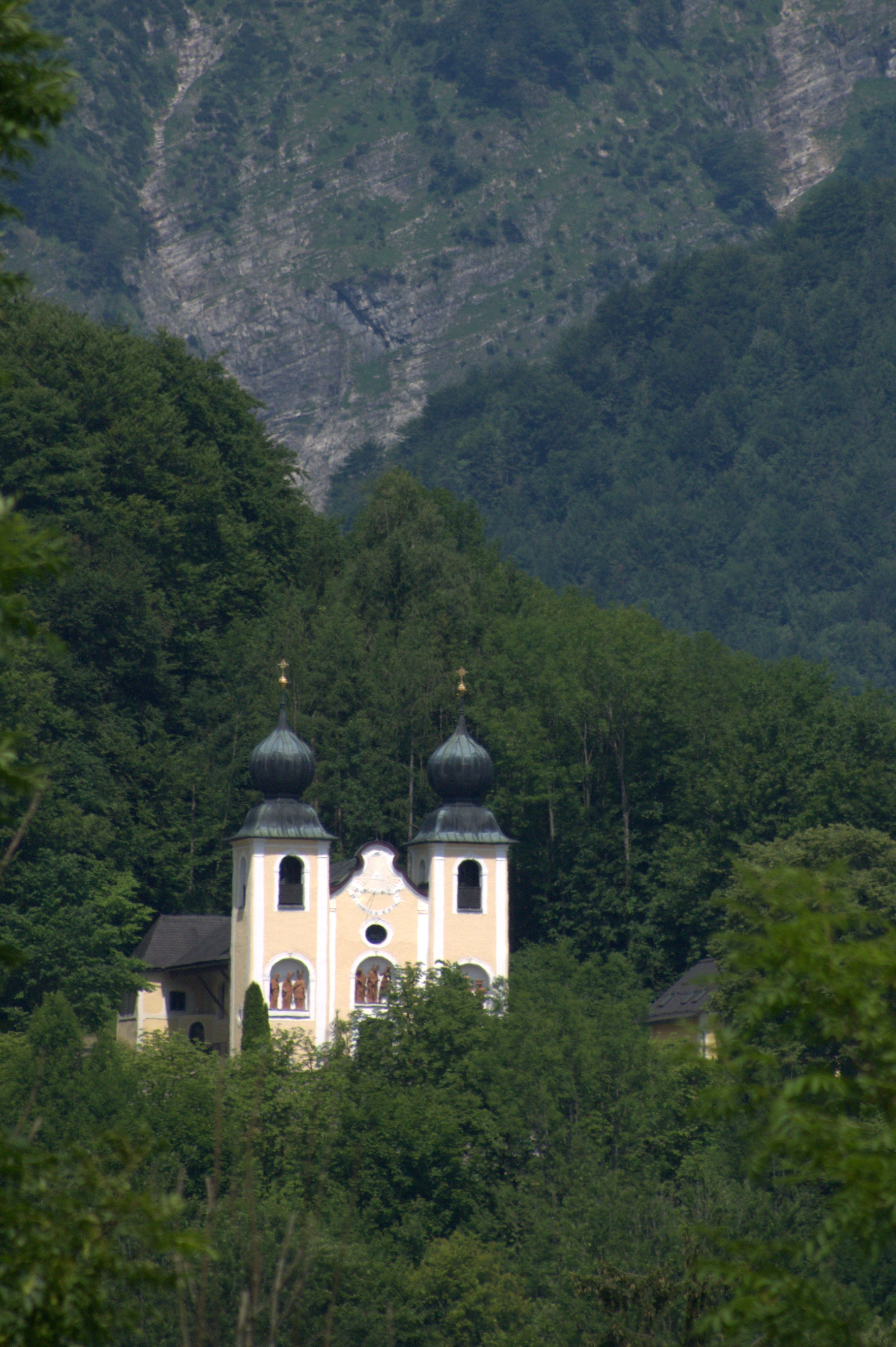
Die Kalvarienbergkirche, heute im Wald (2013)

## Geologie

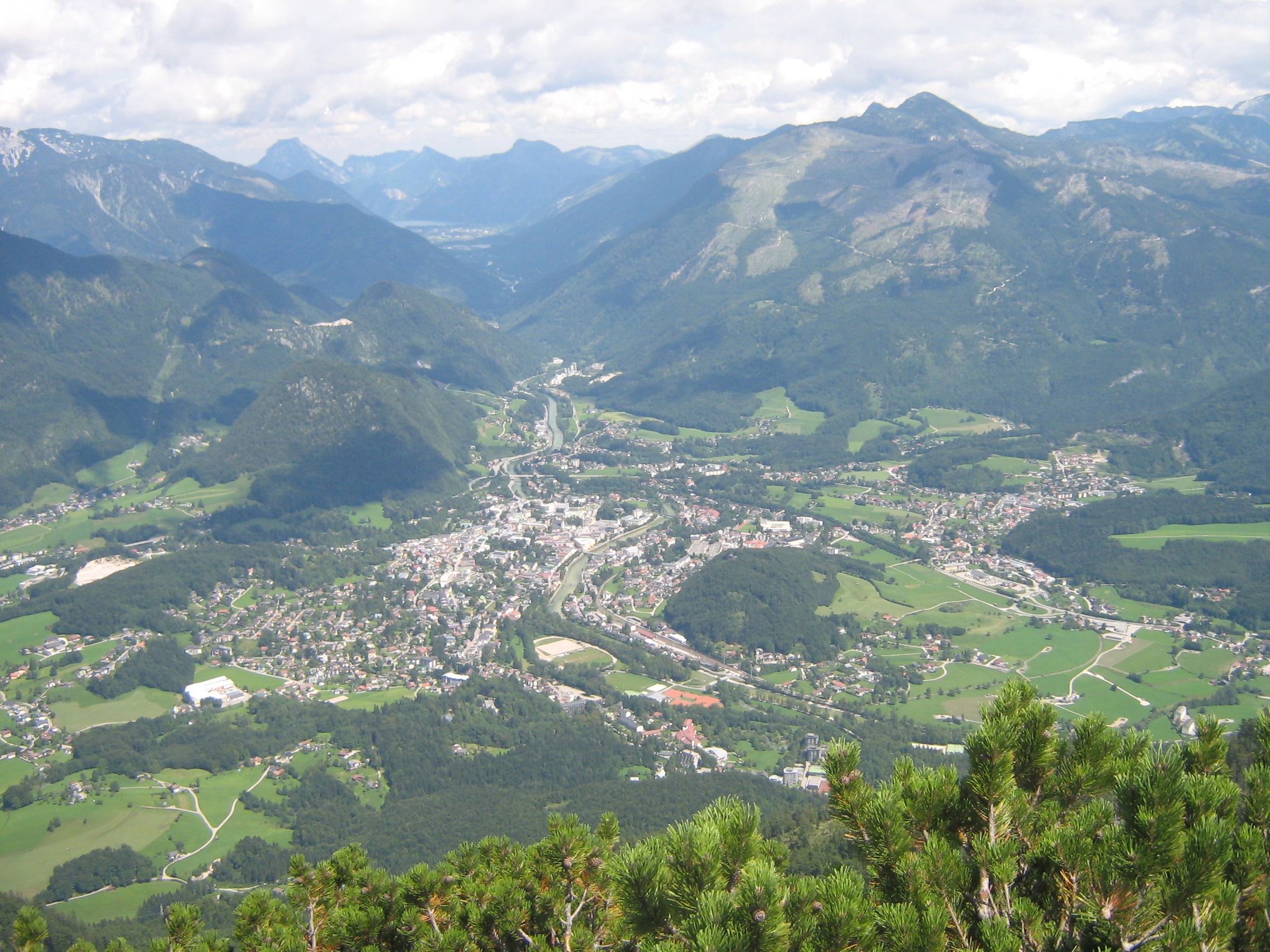
Becken von Ischl, Trauntalauswärts, mit Jainzenberg, Kalvarienberg und Siriuskogel (hinten die Hohe Schrott; von der Katrin)

Der Kalvarienberg ist ein Stück Flachwassergosau, das ist ein Mergel, der alte Seenbecken während der Bildung der Kalkalpen darstellt. Dieses alte Talniveau bildet heute die Schultern beiderseits des Wolfgangtals. Die Nordflanke hingegen ist ein Kalkgestein, als Bunter Kalk bezeichnet, aus dem Jura (Kimmeridge–Tithon, um 150 Mio. Jahre alt). Gegenüber setzt sich Oberalm-Formation auf der Terrasse der Kaiservilla und dann der Plassenkalk des Jainzenbergs fort, sodass der Kalvarienberg–Jainzen-Zug als Riegelberg des Wolfgangtals gesehen werden kann. Nördlich vor dem Bunten Kalk ebenso wie im Kessel der Stadt liegen junge Kiessande, die Randmoräne und alte Talterrassen darstellen.
Am Nordfuß entspringt die Maria-Louisen-Quelle, eine Solequelle. Es handelt sich um tiefes altes Grundwasser (ca. 10.000 Jahre alt) mit 24 % Salzgehalt. Die Quelle wurde jüngst neu gefasst.

## Geschichte und Erschließung
Am Kalvarienberg liegt stadtseitig die Ischler Kalvarienbergkirche aus der Zeit des Barock, zu der der Ischler Kreuzweg hinaufführt.
Am Nordfuß des Kalvarienbergs befindet sich ein Steinbruch, das Sand-, Kies- und Schotterwerk Falkensteiner. Dieser Abbau hat dem ganzen Stadtteil den Namen gegeben.
Der Kalvarienberggipfel selbst ist bewaldet, und beliebtes Spaziergebiet als Naherholungsraum der Stadt.
Schon im Zuge der beginnenden Sommerfrische der 1820er wurden hier einige kleinere Lustanlagen errichtet, so das Belvedere von einem Dr. Brandt (1828), und Eleonorens Einsamkeit, ein Lieblingsplatz der Gräfin Eleonore von Fuchs. Am Nordhang verläuft noch heute der Elisabeth-Waldweg. Dieser wurde 1899 zum Gedenken an die verstorbene Kaiserin angelegt.

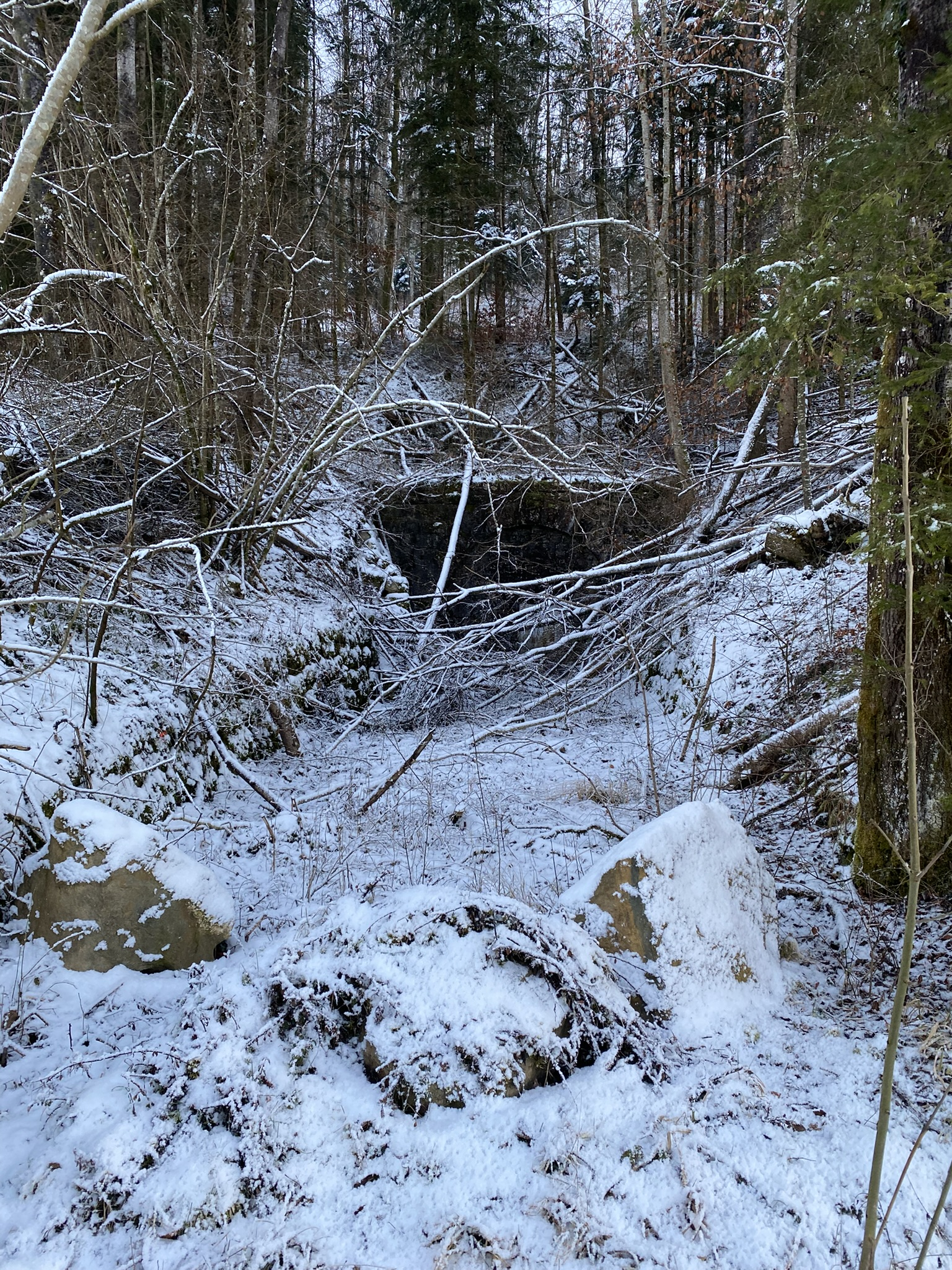
Nordportal des Kalvarienberg-Tunnels 2025

An der Ostseite des Kalvarienberges fuhr von 1894 bis 1957 die Salzkammergut-Lokalbahn, die im Endausbau als Schmalspurbahn von Bad Ischl am Wolfgangsee und Mondsee vorbei bis nach Salzburg führte. Sie überquerte südlich des Ischler Güterbahnhofes die Traun, hatte einen Haltepunkt im Westen von Kaltenberg, verlief von dort nördlich durch den Kalvarienberg-Tunnel und weiter in Richtung Westen entlang der Ischl nach Pfandl. Dieser Tunnel war mit 683 m  der längste auf der gesamten ehemaligen Bahnstrecke. 